# Willie Applegarth
Willie Applegarth (eigentlich William Reuben Applegarth; * 11. Mai 1890 in Guisborough, North Yorkshire, England; † 5. Dezember 1958 in Schenectady, New York, USA) war ein britischer Sprinter, Fußballspieler und Olympiasieger.

## Werdegang
Applegarth war britischer AAA-Meister über 100 Yards 1913 und 1914 und über 220 Yards von 1912 bis 1914.
Bei den Olympischen Spielen 1912 in Stockholm gewann er die Bronzemedaille im 200-Meter-Lauf, hinter den beiden US-Amerikanern Ralph Craig (Gold) und Donald Lippincott (Silber), sowie die Goldmedaille in der 4-mal-100-Meter-Staffel zusammen mit seinen Teamkollegen David Jacobs, Henry Macintosh und Victor d’Arcy, vor dem Team aus Schweden.
Im November 1914 wurde Applegarth Profi. Nach dem Ersten Weltkrieg wiederholte er den Weltrekord von Donald Lippincott mit 10,6 Sekunden über 100 Meter und stellte über 200 Meter einen neuen Weltrekord mit einer Zeit von 21,2 Sekunden auf. 
1922 wanderte Willie Applegarth in die USA aus, wo er Trainer für Leichtathletik und Fußball an der Mercersburg Academy in Pennsylvania wurde. Er spielte in der ersten Hälfte der 1920er-Jahre für die Brooklyn Wanderers in der American Soccer League auch aktiv Fußball. 1925 zog er sich vom Sport zurück und begann als Schweißer bei der General Electric zu arbeiten, wo er bis 1955 blieb.
Applegarth starb 1958 im Alter von 68 Jahren in Schenectady im Bundesstaat New York. Im selben Jahr wurde sein britischer Rekord über 100 Yards gebrochen.

## Einzelnachweise

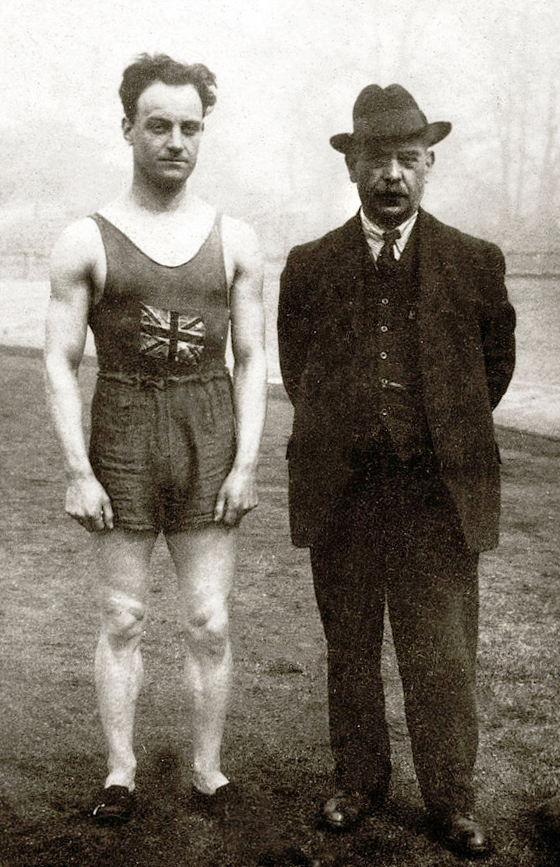
Willie Applegarth und Trainer Sam Mussabini